# Giardomyia phosphila
Giardomyia phosphila är en tvåvingeart som först beskrevs av Ephraim Porter Felt 1907.  Giardomyia phosphila ingår i släktet Giardomyia och familjen gallmyggor. Inga underarter finns listade i Catalogue of Life.